# اووه هپنر
اووه هپنر (انگلیسی: Uwe Heppner؛ زادهٔ ۲۶ ژوئن ۱۹۶۲) قایقران روئینگ اهل آلمان شرقی بود.
وی در مسابقات کشوری و بین‌المللی در مجموع برندهٔ ۵ مدال طلا، ۳ مدال برنز شده‌است.